# عبد الباسط بن الشيخ
عبد الباسط بن الشيخ (بالفرنسية: Abdelbasset Becheikh)‏ ولد في 6 سبتمبر 1941 في تونس العاصمة، هو سياسي تونسي. هو عضو في حزب حركة النهضة ذات التوجهات الإسلامية.

تم انتخابه في انتخابات 23 أكتوبر 2011 كنائب عن دائرة منوبة الانتخابية في المجلس الوطني التأسيسي.

## السيرة الذاتية
بدأ عبد الباسط بن شيخ دراسته الابتدائية في حي الحلفاوين في تونس العاصمة. بعد ذلك تحصل على شهادة الباكالوريا بالفرع الزيتوني. انتقل ليدرس في التعليم العالي لدى جامعة الزيتونة، وبقي فيها سنتين.

انتقل بعد ذلك ليصبح معلما في سنة 1962. وبعد ذلك اشتغل منصب مدير مدرسة. نشط عبد الباسط بين الشيخ في صفوف حركة النهضة ذات التوجه الإسلامي.

ظهر بعد ذلك على قوائم حركة النهضة في انتخابات 23 أكتوبر 2011 وانتخب كنائب عن دائرة منوبة الانتخابية في المجلس الوطني التأسيسي. كان في هذا المجلس عضو لجنة شهداء وجرحى الثورة وتفعيل العفو التشريعي العام وكذلك عضو لجنة الشؤون التربوية وإضافة إلى عضويته في لجنة الهيئات الدستورية.

## مقالات ذات صلة
- حركة النهضة (تونس).

## روابط خارجية
- السيرة الذاتية لعبد الباسط بن الشيخ على موقع مرصد المجلس الوطني التأسيسي التابع لمنظمة البوصلة.